# Batalha de Oscai
A Batalha de Oscai (em armênio: Ոսխայ; romaniz.: Osχay) foi travada em 350 próximo da vila de Oscai, na província de Airarate do Reino da Armênia entre o exército conjunto armeno-romano comandado pelo imperador Constâncio II (r. 337–361) e o exército sassânida liderado pelo xá Sapor II (r. 309–379). Terminou numa vitória decisiva dos aliados, com Sapor quase não conseguindo escapar do seu campo. Perdeu muitos despojos com o saque de seu acampamento e os vencedores o obrigaram a reconhecer a sucessão no Reino da Armênia de Ársaces II (r. 350–368), filho de Tigranes VII (r. 339–350), que havia sido cegado e levado para Ctesifonte, capital do Império Sassânida no Assuristão, tempos antes no mesmo ano.

## Antecedentes
Desde a morte do imperador Constantino (r. 306–337), os sucessores imediatos disputaram com o Império Sassânida o domínio obre o Reino da Armênia. Em 350, por conta da traição do senecapetes Pisagas Siuni, o marzobã do Azerbaijão Barsabores levou o rei Tigranes VII (r. 339–350) para Ctesifonte, a capital sassânida no Assuristão, mas não sem antes queimar os olhos dele. Os nacarares (nobres) e oficiais militares armênios se reuniram e caçaram-nos, mas não conseguiram salvar o rei, e decidiram pilhar e capturar territórios do Império Sassânida como retaliação. O xainxá Sapor II (r. 309–379) respondeu conduzindo uma grande expedição. Os armênios enviaram os emissários Arsabero I e Antíoco II a Constantinopla, capital do Império Romano, e pediram ajuda do imperador Constâncio II (r. 337–361),[a] que concordou em ajudar. O exército romano parou em Satala.

## Batalha e rescaldo
Constâncio foi pessoalmente com Arsabero e Artíoco ao acampamento persa em Oscai, em Bassiana, para examinar as condições do alvo e o tamanho da força invasora. Obtendo as informações que queriam, retornaram ao acampamento romano e se prepararam para marchar. No amanhecer do dia seguinte, o exército combinado armeno-romano atacou os persas, que foram pegos de surpresa. Todo o exército persa foi massacrado, com o xainxá sendo forçado a fugir, deixando seus tesouros e esposas, inclusive sua consorte principal (bambišn). Constâncio instalou Ársaces II (r. 350–368), filho de Tigranes, como rei e designou Antíoco e Arsabero como supervisores do país, dando-lhes muitos presentes e honrarias. Na Pérsia, por sua vez, Sapor conduziu uma minuciosa investigação para descobrir a causa do conflito e tão logo soube que tudo foi causado por Barsabores, ordenou que removessem sua diadema e seu robe cerimonial e torturassem-no. Depois, ordenou que sua pele fosse arrancada e recheada com palha e pendurada em praça pública como espetáculo de censura.